# Gebirgsanker

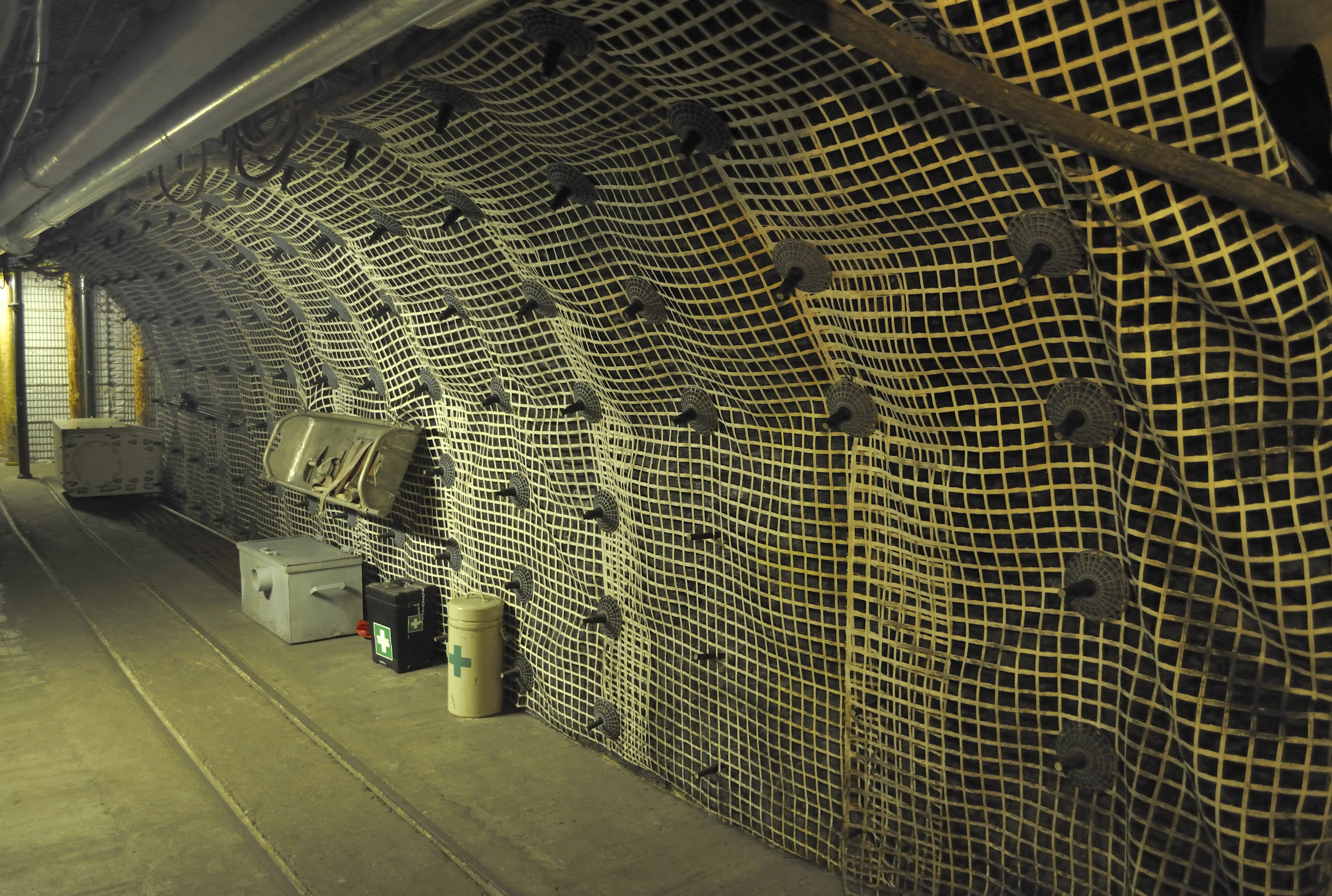
Geankerter Streckenstoß

Als Gebirgsanker bezeichnet man Konstruktionselemente, die im Berg- und Tunnelbau eingesetzt werden, um untertägige Hohlräume offen zu halten. Sie werden dort am Stoß oder an der Firste in das Gebirge (das Gestein) eingebracht und bestehen jeweils aus einer langen Stange (oder einem Seil), die am gebirgsseitigen Ende mit einem Ankerfuß im Gestein verankert wird und am herausstehenden Ende mit einer Platte (Ankerkopf) das Gestein hält. Abbaustrecken, die mit Ankerausbau gesichert werden, nennt man im Bergbau Ankerstrecke. Die wichtigsten Anker sind in der DIN 21 521 aufgeführt.

## Geschichte
Die ersten theoretischen Anfänge der Ankerung im Bergbau stammen aus dem Jahr 1913. In diesem Jahr wurde eine Patentschrift „Verfahren zum Abfangen und Sichern des Hangenden und der Stöße im Bergbau ohne Stützung von unten“ von Stephan, Fröhlich und Klüpfel eingereicht. Bei dieser Erfindung, die jedoch in Vergessenheit geriet und keinen praktischen Nutzen hatte, wurden die Ankerköpfe mittels Drahtseilen und U-Eisen miteinander verbunden. Im Jahr 1934 wurde von Keeley die Stabilisierung einer Förderkaverne mittels Keilschlitzanker beschrieben. In den Jahren 1942 und 1943 wurde die Ankerung im englischen Bergbau erfolgreich angewendet. Zwischen 1943 und 1950 wurde die Ankerung im amerikanischen Bergbau und ab 1951 auch im europäischen Bergbau eingeführt. Im Saarbergbau wurden im Jahr 1960 neun Prozent aller neu aufgefahrenen Abbaustrecken als reine Ankerstrecken aufgefahren. Gleichzeitig begann man im Ruhrbergbau mit dem Ankerausbau, jedoch konnte sich dieser hier nicht dauerhaft durchsetzen.

## Grundlagen
Die Aufgabe der Anker besteht darin, mehrere Gesteinsschichten miteinander zu verbinden. Die einzelnen Gesteinsschichten werden so zusammengefügt, dass sie sich wie eine zusammenhängende Gesteinsplatte verhalten. Dadurch wird das Aufblättern der einzelnen Schichten vermieden und das Hereinbrechen in den Hohlraum verringert. Um den Hohlraum werden in radialen Bohrungen Anker genannte Zugelemente in Form von Stangen oder Seilen eingebaut und unter Spannung gebracht. Durch die Anker wird die Stabilität der Firste positiv beeinflusst.

## Ankertypen
Es gibt konstruktiv verschiedene Ankertypen. Die meisten Gebirgsanker bestehen aus Stahl, es gibt jedoch auch Kunststoffanker, die in der Regel aus faserverstärktem Kunststoff bestehen. Grundsätzlich bestehen diese Anker aus Ankerkopf, Ankerfuß und Ankerstange. Nach der Art der Befestigung im Gebirge werden Anker mit Spreizelementen, Verbundanker und Reibungsanker (Reibrohranker) unterschieden. Im Kalibergbau und im Braunkohlentiefbau werden auch Seilanker verwendet. Für Strecken, in denen mit großer Konvergenz zu rechnen ist, gibt es spezielle Gleitanker. Außerdem gibt es auch selbstbohrende Anker.

### Anker mit Spreizelementen
Es gibt mehrere verschiedene Anker mit Spreizelementen, den Spreizhülsenanker, den Keilhülsenanker, den Doppelkeilanker und den Schlitzkeilanker.

#### Spreizhülsenanker
Beim Spreizhülsenanker befindet sich an beiden Enden einer Stahlstange ein Gewinde, gebirgsseitig wird ein Konus und die Spreizhülse aufgeschraubt, so dass der Konus beim Anziehen der Verschraubung die Spreizhülse aufspreizt und sich dadurch mit dem Gebirge verkeilt. Stoßseitig wird eine Ankerplatte (eine etwa 20 × 20 cm messende Stahlplatte) über den Anker gesteckt, die mit einer Mutter angezogen wird. Dadurch steht der Anker unter Spannung und die Spreizhülse kann sich nicht lockern.

#### Keilhülsenanker
Keilhülsenanker bestehen aus einer Ankerstange, bei der ein Ende keilförmig aufgestaucht ist. Oberhalb dieses keilförmige Endes befindet sich eine teilweise geschlitzte Spreizhülse. Am anderen Ende der Ankerstange befindet sich ein Gewinde mit einer Befestigungsmutter. Beim Anziehen der Befestigungsmutter wird das keilförmig gestauchte Ende in die Spreizhülse hineingezogen. Für das Setzen des Ankers wird eine hydraulische Spannvorrichtung verwendet. Aufgrund der langen Spreizhülse sind diese Anker auch für weichere Gesteinsschichten geeignet und bieten eine gute Haftung. Allerdings sind diese Anker nicht raubbar.

#### Doppelkeilanker
Doppelkeilanker haben einen zweiteiligen Spreizkörper, der von zwei schräg geschnittenen Zylinderhälften gebildet wird. Die beiden Zylinderhälften liegen bei diesem Anker mit ihrer Schnittfläche aneinander. In dem Spreizkörper befindet sich ein Keilkörper. Mit der Ankerstange ist ein kleineres Keilstück verschraubt. Einer der beiden Keile ist zur Erhöhung der Reibung verrippt, der andere Keil ist glatt, da er an der Bohrungswand entlanggleitet. Am Ankerkopf befindet sich ein Anschlag für den Keilkörper. Beim Drehen der Ankerstange wandert der Keilkörper nach unten und zieht sich gegen den zweiten Keil. Aufgrund der Konstruktion dieses Ankers kann sich der Keilkörper nur quer verschieben, dadurch setzt sich der Anker im Gebirge fest. Allerdings tragen bei diesem Ankertyp nur die beiden sich gegenüberliegenden Flächen des Doppelkeils. In einigen Anwendungsfällen reicht die erzielte Haltekraft durch die Spreizung des Doppelkeilankers jedoch nicht aus. Doppelkeilanker werden aufgrund der kleinen wirksamen Haftflächen nur vereinzelt angewendet. Von Vorteil ist, dass diese Anker raubbar sind.

#### Schlitzkeilanker
Beim Schlitzkeilanker ist am Stangenende ein Schlitz angebracht, an dessen Ende sich ein Keil befindet. Beim Eintreiben des Ankers wird der Schlitz durch den Keil aufgeweitet, hierdurch wird der Anker im Gestein verankert. Schlitzkeilanker sind einfach aufgebaut und kostengünstig. Da sie nur eine geringe Berührungsfläche an der Bohrlochwandung haben, können diese Ankertypen nur in festem Gestein wie Sandstein oder Sandschiefer verwendet werden. Damit der Anker sicher hält, muss die Bohrlochtiefe genau bemessen werden. Aufgrund der Konstruktion des Ankers kann der Anker im Bohrloch nur befestigt werden, wenn der Keil beim Aufstoßen auf das Bohrlochtiefste in den Schlitz getrieben wird und dadurch die Spreizbacken auseinandergetrieben werden. Der Keil kann mit einem Abbauhammer mit einem besonderen Aufsatzstück eingetrieben werden.

#### Expansionsanker
Diese Anker bestehen aus einem einseitig geschlossenen und der Länge nach zusammengefaltetem Stahlrohr. Am offenen Ende ist ein Gewindeanschluss vorhanden, durch den unter Hochdruck Wasser in den Anker gepresst werden kann. Nach dem Einführen in das Bohrloch wird der Anker unter Druck gesetzt und expandiert, bis er sich fest an die Innenseite des Bohrloches anlegt und dort verkrallt. Nach Entfernen des Wasserdrucks kann das Gewinde belastet werden.

### Verbundanker
Bei Verbundankern unterscheidet man drei Typen, Zementmörtelanker, Kunstharz- oder auch Klebeanker und Reibungsanker. Klebeanker und Zementmörtelanker sind für weiche Gesteine geeignet.

#### Zementmörtelanker
Bei Zementmörtelankern wird das Bohrloch zunächst bis ins Bohrlochtiefste mittels eines Schlauchs mit Zementmörtel gefüllt. Anschließend wird der Ankerstab in das gefüllte Bohrloch geschoben. In der Regel werden diese Anker ohne Vorspannung eingebracht. Werden bei Zementmörtelankern Anker mit Vorspannung benötigt, so wird im Bereich der Krafteinleitung anstelle des normalen Zementmörtels ein schnell härtender Mörtel verwendet. Im vorderen Bereich des Bohrloches wird dann wiederum eine tragfähige Zementsuspension eingebracht. Bei Ankerungen im Überkopfbereich sind diese Anker jedoch weniger geeignet. Für Ankerungen im Überkopfbereich gibt es Einschubmörtelanker. Diese bestehen aus zwei perforierten Blechrohren, die zunächst mit einem steiferen Zementmörtel gefüllt werden. Anschließend werden die beiden Hälften mit Draht verrödelt und in das Bohrloch eingeführt. In die so vorbereitete Hülse wird dann der Anker eingeschlagen. Bei diesem Vorgang dringt der Mörtel durch die Perforationen in den Raum zwischen Bohrlochwandung und Blechrohrhülse. Allerdings ist die Verwendung von Einschubmörtelankern sehr aufwändig.

#### Klebeanker
Bei Klebeankern wird eine Zweikomponentenkleberpatrone in das Ankerloch geschoben, die dann beim Hineindrehen des Ankers zerstört wird. Dadurch mischt sich der Klebstoff und härtet kurz darauf aus. Anschließend wird analog zum Spreizhülsenanker eine Ankerplatte mit Mutter befestigt. Es gibt Stahlanker und Kunststoffanker. Die Aushärtezeit des Zweikomponentenklebers beträgt  je nach Umgebungstemperatur 20 bis 30 Minuten. Für weiche Gesteine werden Klebeanker verwendet, bei denen die Vorspannung des Ankers bereits eine halbe Stunde nach dem Einbringen des Ankers aufgebracht werden kann.

#### Reibrohranker
Rohranker bestehen aus einem überkalibrigen, längsgeschlitzten Rohr. Gebirgsseitig ist es leicht konisch, um es ins Bohrloch einführen zu können. Das stoßseitige Ende des Rohres ist umgebördelt und mit einem angeschweißten Ring aus Rundstahl verstärkt. Die Ankerplatte für diesen Ankertyp ist konvex geformt. Der Einbau geschieht, indem zunächst die Platte mit der konvexen Seite zum stoßseitigen Ende des Ankers über diesen gestülpt wird, anschließend wird der Anker mit dem Bohrwagen oder -gerät in das Ankerloch geschoben. Der Rohranker hält allein durch seine Materialspannung. Im Gegensatz zu den Spreizhülsen- und Klebeankern ist ein Nachspannen nicht möglich.

### Seilanker
Seilanker bestehen aus einem Drahtseil beliebiger Machart. Der Seil des Ankers ist zwischen 4,5 und 10 Meter lang und hat einen Durchmesser von 20 bis 22 Millimetern. Es werden ungebrauchte oder auch gebrauchte Drahtseile verwendet. Gebrauchte Seile haben den Vorteil, dass bei ihnen eine geringere Dehnung auftritt als bei ungebrauchten Seilen. Außerdem sind gebrauchte Seile kostengünstiger. Seilanker haben gegenüber Ankern mit Stangen eine höhere Tragfähigkeit. Es gibt unterschiedlich ausgeführte Seilanker. Bei einem Seilankertyp ist das Ankerende mit einem starren End- oder Hülsenteil versehen. Dieser starre Teil ermöglicht das Anbringen einer Platte und einer Mutter am Anker. Damit das starre Ende mit dem Seil fest verbunden ist, wird es durch Gießen oder Kaltaufpressen mit dem Seil verbunden. Solche Anker haben eine vorbestimmte Länge und müssen entsprechend der Bohrlochtiefe vorgefertigt werden. Es gibt auch Seilanker, bei denen das Drahtseil an einem Ende ein verankertes Drehteil hat. Dieses Drehteil wird in das  Bohrloch eingeführt, um den Anker zu befestigen. Am anderen Ende dieses Seilankers ist ein starres Teil angebracht, an dem die Ankerplatte mit einer Mutter befestigt wird.

### Gleitanker
Beim Gleitanker befindet sich auf dem  Ankerstab ein Gleitsteuerelement. In diesem Steuerelement befindet sich eine Öffnung, durch die der Ankerstab gesteckt wird. Das Gleitsteuerelement ist in einem sogenannten Gleitkörperkäfig montiert. Um eine exaktere Losbrechkraft einstellen zu können, werden Gleitanker auch mit Gleitkörpern gebaut, die mehrere Ausnehmungen haben. Dadurch erhält der Gleitanker auch eine höhere Klemmkraft. Die Ausnehmungen sind jeweils in einer eigenen Querschnittsebene des Gleitkörpers angebracht. In der Regel sind Gleitkörper mit drei Ausnehmungen in einem Gleitkörperkäfig montiert, bei größeren Ankern sind auch Gleitkörper mit mehr Ausnehmungen möglich. Gleitanker ermöglichen durch ihre spezielle Konstruktion ein definiertes Gleiten im Ankerbohrloch, dadurch wird der Anker vor Überlastung geschützt.

### Selbstbohrende Anker
Selbstbohrende Anker sind Anker, die an einem Ende eine Bohrkrone haben. Mittels dieser Bohrkrone können die Löcher mit dem Anker selbst erstellt werden. Nachdem das Bohrloch mit dem Anker erstellt wurde, wird das Bohrloch und der umgebende Baugrund mit Zementmörtel verpresst. Der Anker samt Bohrkrone verbleibt dabei im Bohrloch. Dieser Ankertyp wird beim Tunnelbau in Lockergestein eingesetzt.

## Wirkungsweise
Bei Gebirgsankern ist die wirksame Ankerkraft sehr eng mit den Bewegungen des umliegenden Gebirges verknüpft. Entsprechend der Wirkungsweise unterscheidet man zwischen Einzelankern und Systemankern. Einzelanker werden zur Sicherung einzelner Gesteinsblöcke verwendet. Weiterhin dienen sie auch bei der Auffahrung zur Erhaltung der Ausbruchsform und der Tragfähigkeit des Gebirges. Systemanker dienen der Aktivierung der Gewölbewirkung eines aufgefahrenen Hohlraumes. Durch das Einbringen der Systemanker wird ein Gebirgstragring, das ist ein den Streckenhohlraum umgebender Gesteinsmantel, geschaffen. Spannungen im Gebirge im Bereich des Hohlraumes werden tiefer ins Gebirge verlagert. Durch diesen Gebirgstragring wird der Auflockerung des Gebirges entgegengewirkt und die Eigentragfähigkeit wird dadurch erhöht. Damit die Anker eine genügende Tragfähigkeit einbringen können, muss das Gebirge in sich einen genügenden Zusammenhalt besitzen. Felskörper, die mit zahlreichen potentiellen oder effektiven Trennflächen durchzogen sind, und Gebirge mit geringer Scherfestigkeit können nicht mit Ankern befestigt werden.

## Einbau
Anker werden, je nach örtlichen Gegebenheiten, zusammen mit Maschendraht zu einem Anker-Maschendraht-Verbundsystem eingebracht. Grundvoraussetzung für das einwandfreie Einbringen ist bei der Auffahrung mittels Sprengung ein profilgerechtes Heraussprengen des Streckenquerschnittes. Es ist aber auch unter bestimmten Gebirgsverhältnissen, z. B. im Salzbergbau, möglich, Anker ohne Maschendraht einzubringen. Je nach Einsatzbereich unterscheidet man Erstankerungen und Nachankerungen. Die erstmalige Ankerung erfolgt nach dem Abschlag und dem Berauben. Die Nachankerung erfolgt entweder zeitgleich mit der Erstankerung oder zeitlich versetzt nach einer gewissen Standzeit der Hohlräume. Bei der Nachankerung werden längere Anker verwendet, um dickere Ablösungen abzufangen. Durch das Nachankern wird die Ankersetzdichte insgesamt erhöht. Nach dem Bohren eines Ankerbohrloches wird der jeweilige Anker entsprechend den Einbauvorschriften in das Bohrloch eingetrieben und verschraubt. Dieser Vorgang wiederholt sich, bis alle Anker gesetzt sind.

## Überwachung
Damit die Funktionsfähigkeit und die Tragfähigkeit der Anker nach dem Einbau entsprechend beobachtet werden können, werden in vorher festgelegten regelmäßigen Abständen spezielle Messanker eingebaut. Diese Messanker werden entweder mit farblichen Markierungen oder mit einem Extensometer ausgerüstet. Die Messanker werden regelmäßig, je nach Vorgabe pro Schicht oder arbeitstäglich, von der zuständigen Aufsichtsperson mittels Zollstockmessung überprüft. In bestimmten, vorher festgelegten, Zeitabständen erfolgt zusätzlich eine Kontrolle der Messanker durch die Markscheiderei. Zusätzlich werden regelmäßige Konvergenzmessungen durchgeführt.